# Paul Brasack
Paul Brasack (9 de Maio de 1916, Stettin - ) foi uma comandante de U-Boots que serviu durante a Segunda Guerra Mundial. Durante o seu serviço não danificou e nem afundou qualquer embarcação inimiga.
Paul Brasack iniciou a sua carreira militar na Luftwaffe, entrando para a força U-Boot no mês de Março de 1942, tendo logo entrado num curso de seis meses de duração de oficial de U-Boot.
Brasack comissionou o U-737 após ter realizado uma patrulha como oficial de observação num U-Boot. Nas suas 7 patrulhas de guerra que realizou foram no Oceano Ártico. Brasack se tornou um oficial de treinamento para os novos recrutas na 25. Unterseebootsflottille no mês de Novembro de 1944.
Após o final da Segunda Guerra Mundial Brasack foi capturado e permaneceu por mais de dois anos em cativeiro aliado.
Brasack retornou para a Bundesmarine no ano de 1957, tendo ocupado entre outras posições a de comandante do destroyer Z-2. Se retirou da Marinha Alemã no ano de 1974 com a patente de Kapitän zur See.

## Carreira

### Patentes
| 21 de Setembro de 1937 | Seekadett            |
| 1 de Abril de 1938     | Fähnrich zur See     |
| 1 de Julho de 1939     | Oberfähnrich zur See |
| 1 de Agosto de 1939    | Leutnant zur See     |
| 1 de Setembro de 1941  | Oberleutnant zur See |
| 1 de Julho de 1944     | Kapitänleutnant      |

### Condecorações
| 24 de Junho de 1941    | Ehrenpokal der Luftwaffe           |
| 1939                   | Cruz de Ferro 2ª e 1ª Classe       |
| 24 de Setembro de 1942 | Badge de Guerra dos U-Boot 1939    |
| 28 de Outubro de 1944  | U-boat Front Clasp                 |
| 30 de Outubro de 1944  | Cruz de Cavaleiro da Cruz de Ferro |

### Patrulhas
|       | U-Boot | Partida     | Partida    | Chegada     | Chegada    | Dias     |
| ----- | ------ | ----------- | ---------- | ----------- | ---------- | -------- |
| 1     | U-737  | 20 Jul 1943 | Kiel       | 29 Jul 1943 | Hammerfest | 10 dias  |
| 2     | U-737  | 8 Ago 1943  | Hammerfest | 20 Set 1943 | Hammerfest | 44 dias  |
| 3     | U-737  | 4 Out 1943  | Hammerfest | 23 Out 1943 | Harstad    | 20 dias  |
| 4     | U-737  | 24 Out 1943 | Harstad    | 24 Out 1943 | Narvik     | 1 dia    |
| 5     | U-737  | 27 Out 1943 | Narvik     | 29 Out 1943 | Trondheim  | 3 dias   |
| 6     | U-737  | 13 Jan 1944 | Trondheim  | 15 Jan 1944 | Narvik     | 3 dias   |
| 7     | U-737  | 16 Jan 1944 | Narvik     | 10 Fev 1944 | Hammerfest | 26 dias  |
| 8     | U-737  | 11 Fev 1944 | Hammerfest | 12 Fev 1944 | Narvik     | 2 dias   |
| 9     | U-737  | 28 Fev 1944 | Narvik     | 29 Fev 1944 | Hammerfest | 2 dias   |
| 10    | U-737  | 1 Mar 1944  | Hammerfest | 8 Mar 1944  | Narvik     | 8 dias   |
| 11    | U-737  | 9 Mar 1944  | Narvik     | 12 Mar 1944 | Trondheim  | 4 dias   |
| 12    | U-737  | 2 Mai 1944  | Trondheim  | 4 Mai 1944  | Narvik     | 3 dias   |
| 13    | U-737  | 8 Mai 1944  | Narvik     | 8 Mai 1944  | Hammerfest | 1 dia    |
| 14    | U-737  | 13 Mai 1944 | Hammerfest | 7 Jun 1944  | Bogenbucht | 26 dias  |
| 15    | U-737  | 11 Jun 1944 | Bogenbucht | 12 Jun 1944 | Hammerfest | 2 dias   |
| 16    | U-737  | 14 Jun 1944 | Hammerfest | 18 Jun 1944 | Hammerfest | 5 dias   |
| 17    | U-737  | 24 Jun 1944 | Hammerfest | 9 Jul 1944  | Bogenbucht | 16 dias  |
| 18    | U-737  | 15 Jul 1944 | Bogenbucht | 17 Jul 1944 | Trondheim  | 3 dias   |
| 19    | U-737  | 16 Set 1944 | Trondheim  | 21 Set 1944 | Narvik     | 6 dias   |
| 20    | U-737  | 22 Set 1944 | Narvik     | 22 Set 1944 | Tromsö     | 1 dia    |
| 21    | U-737  | 24 Set 1944 | Tromsö     | 3 Out 1944  | Narvik     | 10 dias  |
| 22    | U-737  | 12 Out 1944 | Narvik     | 24 Out 1944 | Hammerfest | 13 dias  |
| 23    | U-737  | 25 Out 1944 | Hammerfest | 31 Out 1944 | Trondheim  | 7 dias   |
| Total | Total  | Total       | Total      | Total       | Total      | 216 dias |